# Lycaste panamanensis
Lycaste panamanensis là một loài thực vật có hoa trong họ Lan. Loài này được Fowlie ex Oakeley mô tả khoa học đầu tiên năm 2008.